# Kaitlan Collins
Kaitlan Collins (Prattville, 7 aprile 1992) è una giornalista statunitense, corrispondente della Casa Bianca per la CNN.
In passato ha ricoperto lo stesso incarico per il sito Web The Daily Caller.

## Biografia

### Formazione
Dopo il diploma alla Prattville High School ha frequentato l'Università dell'Alabama, dove ha fatto parte della confraternita Alpha Phi. Dopo essersi laureata in giornalismo e scienze politiche nel maggio 2014 si è trasferita a Washington.

### Carriera
Nel giugno 2014 è stata assunta dal The Daily Caller come reporter di intrattenimento. Nel gennaio 2017 è stata nominata corrispondente dalla Casa Bianca del sito web. Nello stesso anno si è poi unita alla CNN per il medesimo impiego.
Nel luglio 2018 è stata esclusa da una conferenza stampa dell'amministrazione Trump al Rose Garden, a suo dire per aver posto al presidente statunitense delle domande sul presidente russo Vladimir Putin e sull'ex avvocato di Trump Michael Cohen, che gli alti funzionari della Casa Bianca avrebbero ritenuto inadeguate per lo Studio Ovale. La segretaria della stampa di Trump Sarah Sanders ha accusato la Collins di aver "urlato delle domande" e di essersi rifiutata di andarsene, mentre la consigliera di Trump Kellyanne Conway ne aveva sottolineato la "poca educazione". La CNN ha dichiarato che l'esclusione della Collins era "una ritorsione" e "non indicativo di una stampa aperta e libera". L'Associazione dei corrispondenti della Casa Bianca ha definito il divieto "del tutto inappropriato, sbagliato e debole". Jay Wallace, presidente di Fox News, ha ha espresso una dichiarazione a sostegno di Collins, affermando che la sua organizzazione "ha espresso forte solidarietà alla CNN per il diritto al pieno accesso per i nostri giornalisti come parte di una stampa libera".
Nell'aprile 2020 la Collins ha interrogato il presidente americano in merito alla sua pretesa di totale autorità nel gestire le restrizioni di distanziamento sociale legate alla pandemia di COVID-19 negli Stati Uniti.

## Riconoscimenti
Nel 2018 Kaitlan Collins è stata nominata la 50° persona più influente di Mediaite in News Media, una lista che include personaggi del calibro di Jake Tapper, Trevor Noah e Rachel Maddow.